# Водопад (ракетний комплекс)
РПК-6М «Водопад» (за класифікацією МО США та НАТО — SS-N-16 Stallion) — радянський протичовновий ракетно-торпедний комплекс. Комплекс здатний вражати підводні човни супротивника на відстані до 50 км.
Розробка розпочалася згідно з постановою Ради Міністрів у грудні 1969 року. Головний розробник — ОКБ «Новатор» (ОКБ-8). Прийнятий на озброєння ВМФ у 1981 році.
Ракета комплексу запускається з торпедного апарату калібру 533 мм підводного човна або надводного корабля як штатна торпеда. У воді, на деякій відстані від носія, ракета включає реактивний твердопаливний двигун, виходить з води і здійснює політ до заданого району. Там ракета скидає бойову частину, яка приводняється на парашуті. Як бойова частина використовується ядерний заряд або 400-мм малогабаритна електрична торпеда УМГТ-1 (дальність ходу — 8 км, глибина — до 500 м, швидкість руху — 41 вузол).
При запуску з надводних кораблів із торпедного апарату ракета також спочатку пірнає у воду з вимкненими двигунами. Через деякий час двигуни включаються, ракета виходить із води та виконує політ до цілі. Етап «пірнання у воду» обумовлений уніфікацією ракетоторпеди для запуску як з надводних кораблів, так і з підводних човнів.